# Bolesław Masłowski
Pour les articles homonymes, voir Maslowski.
Bolesław Masłowski, né en 1851 à Włodawa et mort en 1928 à Konice est un chimiste polonais principalement connu pour avoir contribué à l'industrie de la teinture.

## Biographie
Fils de Rajmund Masłowski, avocat, et de Waleria Danilewicz, il a pour grand-père maternel Vincent Danilewicz. Son frère Stanisław Masłowski est peintre